# 광산초등학교
광산초등학교는 대한민국 강원특별자치도 고성군에 있는 초등학교다.

## 학교 연혁
- 1942년 6월 7일 개교
- 1982년 3월 2일 장신분교와 통폐합
- 1983년 3월 1일 광산국민학교 흘리분교장 인가
- 1984년 6월 15일 병설유치원 설립
- 1996년 3월 1일 광산초등학교로 교명 개칭
- 2017년 9월 1일 제20대 류시덕 교장 부임
- 2018년 2월 9일 제63회 졸업식(졸업생 누계 3,082명)
- 2015년 3월 2일 6학급 편성, 병설유치원 1학급 편성
- 2024년 3월 4일 흘리분교와 통폐합